# Gabriel Pierné
Henri Constant Gabriel Pierné, född den 16 augusti 1863 i Lorraine, död den 17 juli 1937, var en fransk tonsättare, dirigent och organist.

## Biografi
Pierné var elev till César Franck och Jules Massenet vid musikkonservatoriet i Paris och efterträdde 1890 César Franck som organist i Sainte-Clotilde i Paris, där han verkade till 1908. Han antogs 1903 som meddirigent vid Conserts Colonne och blev 1910 ledare för dess konserter. Piernés musik utmärkte sig för lättflytande melodier, grace och klar form. Han vann särskilt berömmelse genom oratoriet La croisade des enfants (1902).
Skrev både operor, balettpantomimer, oratorier, orgelmusik, kammarmusik och solokonserter.

## Utmärkelser
- Prix de Rome,  1882
- Riddare av Hederslegionen,  1900[8]
- Officer av Hederslegionen,  13 januari 1926[8]
- Kommendör av Hederslegionen,  12 januari 1935[8]
- Riddare av första klass av Sankt Olavs orden[8]
- Ordre du Sauveur de Grèce[8]
- Rumänska kronorden[8]
- Kommendör av Leopoldsorden

[Redigera Wikidata]